# Edivere
Edivere − wieś w Estonii, w prowincji Virumaa Wschodnia, w gminie Illuka.